# Universidad Estatal de Abjasia
La Universidad Estatal de Abjasia es la única universidad establecida en la República de Abjasia. Fue fundada el 13 de febrero de 1979 basándose en el Instituto Pedagógico de Sujumi.
El primer VUZ de Abjasia fue el Instituto Agro-pedagódico de Sujumi fundado el 4 de febrero de 1932, transformado al año siguiente en el Instituto Pedagógico Máximo Gorki.
Después de las Manifestaciones Georgianas de 1978, como concesión a los abjasios se transformó el Instituto Pedagógico en la Universidad Estatal de Abjasia, con secciones en georgiano, abjaso y ruso.
En 1989 los estudiantes georgianos pidieron la transformación del departamento georgiano en una rama de la Universidad Estatal de Tiflis, hechos que desembocaron en los Disturbios de Sujumi en 1989.

## Funcionamiento
El funcionamiento de la Universidad está regulado por el decreto del Consejo de Ministros de Abjasia N.º 62 de 15 de marzo de 1989.
La universidad tiene 8 facultades con 41 departamentos. Las facultades son: física y matemáticas, biología y geografía, historia, filología, derecho, economía, Pedagogía y agroingeniería. También imparte clases de sociología y ciencias políticas, filosofía y cultura, y ciencia militar. Así mismo, tiene varias estaciones de investigación.
Desde el 30 de agosto de 2006, por decreto presidencial N.º 107, tiene concedido el autogobierno con estatus autónomo.